# 桃井義孝
桃井 義孝（もものい よしたか）は、戦国時代から安土桃山時代にかけての武将。信濃国飯山城主。

## 略歴
享禄4年（1531年）1月、「越後衆連判軍陣壁書」に連署。長尾為景に加勢し、上条定憲と争う事を示した。しかし、その後、上条定憲に属した。永禄4年（1561年）、小田原城攻めに参戦。天正6年（1578年）の御館の乱においては、5月16日に上杉景虎に加勢するため御館に入ったが、その後討ち死にした。
桃井清七郎、桃井讃岐守直光らとは同一人物と推定される。桃井讃岐守直光であれば春日山城跡に屋敷跡が現存。